# جمال محجوب
جمال محجوب (ولد في لندن سنة 1960) هو روائي سوداني بريطاني، يكتب بالإنجليزية، ويدور جانب كبير من أحداث رواياته في السودان.

## حياته
ولد جمال محجوب سنة 1960 في العاصمة البريطانية لندن، من أب سوداني وأم إنجليزية. وعاشت أسرته حينًا من الزمن في مدينة ليفربول، ثم انتقل مع والديه وعاش فترة في الخرطوم درس أثناءها في معهد كمبوني للإخوة الإيطاليين، وحصل على منحة للدراسة الجامعية في أتلانتيك كوليج، ويلز، ثم درس الجيولوجيا في شيفيلد بإنجلترا، وتخرج مهندسًا جيولوجيًا.
انتقل محجوب إلى الدنمارك حيث عمل بإحدى جامعاتها، ثم إلى إسبانيا، ثم هولندا حيث استقر.
كتب محجوب أول رواياته في الثالثة والعشرين من عمره، لكنه لم يجد من ينشرها إلا بعد مرور ثلاث سنوات.

## رواياته
- ملاحة صانع المطر (بالإنجليزية: Navigation of a Rainmaker)‏ ـ 1989
- أجنحة من غبار (بالإنجليزية: Wings of Dust) ـ 1994: ترجمها إلى العربية الدكتور أحمد صادق أحمد.[7]
- في ساعة الإشارات (بالإنجليزية: In the Hour of Signs) ـ 1996: ترجمها إلى العربية بعنوان «علامات الساعة» الدكتور أحمد صادق أحمد.[7]
- الناقلة (بالإنجليزية: The Carrier) ـ 1998
- السفر مع الجن (بالإنجليزية: Travelling with Djinns) ـ 2003
- مسارات التيه (بالإنجليزية: The Drift Latitudes)
- الأزرق النوبي (بالإنجليزية: Nubian Indigo): ترجمها إلى العربية الناقد عز الدين ميرغني.[7]

كما نشر محجوب عددًا من الروايات البوليسية تحت الاسم المستعار «باركر بلال».

## الجوائز
- جائزة صحيفة الغارديان للقصة القصيرة الأفريقية (بالإنجليزية: The Guardian African Short Story Prize، سنة 1993): وفاز بها من بين 800 مشاركة أفريقية، وتسلم الجائزة من الكاتب النيجيري تشينوا أتشيبي.[4]

## وصلات خارجية
- الموقع الرسمي للكاتب (بالإنجليزية)